# یوناس اندرسون (نقشه‌خوان)
یوناس اندرسون (انگلیسی: Jonas Andersson؛ زادهٔ ۱ ژانویهٔ ۱۹۷۷) راننده رالی اهل سوئد است.
او هم‌اکنون نقشه‌خوان گاس گرین‌اسمیت در مسابقات رالی است.